# Metrobus (Istanbul)
Metrobus (in turco Metrobüs) è una linea di autobus a transito rapido situata ad Istanbul in Turchia. Essa è lunga 50 km con 44 stazioni e percorre l'anello stradale di Avcılar, Zincirlikuyu e dal Ponte del Bosforo a Söğütlüçeşme usando corsie dedicate per gran parte della tratta. La prima sezione è entrata in servizio nel 2007 dopo 2 anni di lavori e trasporta quotidianamente 800.000 persone.  Il nome è stato coniato dall'azienda dei trasporti per suggerire che fosse un sistema ibrido tra una metropolitana e un autobus. Le autorità turche hanno assistito allo sviluppo del Bus Rapid Transit di Lahore in Pakistan nel 2013.